# Carmen San José
Carmen San José är en ort i Mexiko.   Den ligger i kommunen Chilón och delstaten Chiapas, i den sydöstra delen av landet, 800 km öster om huvudstaden Mexico City. Carmen San José ligger 1 132 meter över havet och antalet invånare är 109.
Terrängen runt Carmen San José är kuperad. Runt Carmen San José är det ganska tätbefolkat, med 54 invånare per kvadratkilometer. Närmaste större samhälle är Yajalón, 11,2 km norr om Carmen San José. I omgivningarna runt Carmen San José växer i huvudsak städsegrön lövskog.